# Europees-mediterrane kampioenschappen boogschieten 2011 (indoor)
De Europees-mediterrane kampioenschappen indoorboogschieten 2011 werden in naam van de European & Mediterranean Archery Union (EMAU) georganiseerd in Cambrils, in de Spaanse autonome regio Catalonië. Deze dertiende EK-editie werd gehouden van 21 tot en met 27 maart 2011. Mannen en vrouwen konden individueel en in teamverband meedoen, bij de senioren en junioren, met de recurveboog of de compoundboog.

## Spelregels
Het toernooi was opgebouwd uit een individuele kwalificatieronde en een knock-outfase. In de kwalificatieronde (voor zowel ploeg als individueel) loste elke deelnemer 60 schoten. Een schot in de roos leverde 10 punten op, daarbuiten minder. Een deelnemer kon dus maximaal 600 punten scoren in de kwalificatie. Hooguit 32 schutters gingen naar de volgende ronde. De rangorde uit de kwalificaties bepaalde waar in het tournooischema de schutter werd geplaatst. De hoogst scorende schutter kwam uit tegen de laagst scorende in het schema. 
De onderlinge wedstrijd in de knock-outfase ging in vijf sets van drie pijlen en dus maximaal 30 punten per set. Won een schutter drie sets op een rij, dan was de wedstrijd beslist. Werd er na vijf sets nog gelijk gespeeld, dan volgde een tie-break van een enkele pijl. Wie de hoogste score had, of dichterbij de roos, mocht door naar de volgende finale. Bij verlies lag een schutter uit het toernooi, behalve de deelnemers aan de halve finale, die om de derde plek mochten spelen.
De uitslag werd als volgt bepaald:
1. De nummers 33 en hoger in de kwalificatie behouden hun rang.
2. De afvallers in de zestiende finale krijgen allemaal plaats 17
3. De afvallers in de achtste finale krijgen plek 9
4. De afvallers in de kwartfinale worden gerangschikt op punten (setwinst=2, set gelijk=1) en zo nodig puntentotaal
5. De halve finalisten strijden tot en met de finale en de wedstrijd om het brons.

## Medaillewinnaars

### Mannen senioren
| Onderdeel            | Kampioen                                                    | Tweede                                                            | Derde                                                          |
| -------------------- | ----------------------------------------------------------- | ----------------------------------------------------------------- | -------------------------------------------------------------- |
| Recurve individueel  | Mauro Nespoli                                               | Alexander Kozhin                                                  | Viktor Roeban                                                  |
| Recurve team         | Oekraïne Viktor Roeban Markijan Ivasjko Yuri Havelko        | Rusland Alexandr Kozhin Belikto Tsyrempilov Chingis Tcyrendashiev | Italië Mauro Nespoli Luca Maran Michele Frangilli              |
| Compound individueel | Ruben Bleyendaal                                            | Sebastien Peineau                                                 | Morten Bøe                                                     |
| Compound team        | Denemarken Martin Damsbo Patrick Laursen Torben Johannessen | Nederland Peter Elzinga Sander Dolderman Ruben Bleyendaal         | Frankrijk Dominique Genet Sébastien Peineau Christophe Doussot |

### Vrouwen senioren
| Onderdeel           | Kampioen                                                     | Tweede                                                      | Derde                                                     |
| ------------------- | ------------------------------------------------------------ | ----------------------------------------------------------- | --------------------------------------------------------- |
| Recurve individual  | Tatjana Boroday                                              | Natalia Valeeva                                             | Coby Hurkmans                                             |
| Recurve Team        | Georgië Khatuna Narimanidze Kristine Esebua Asmat Diasamidze | Oekraïne Tetjana Dorochova Viktorija Koval Tetjana Berezhna | Rusland Tatiana Borodai Anna Bomboyeva Natalia Erdyniyeva |
| Compound individual | Marcella Tonioli                                             | Albina Loginova                                             | Fatima Agudo                                              |
| Compound Team       | Rusland Viktoria Balzhanova Albina Loginova Natalia Avdeeva  | Italië Eugenia Salvi Katia D'Agostino Marcella Tonioli      | Spanje Fátima Agudo Irene Cuesta Julia Benito             |

### Mannen junioren
| Onderdeel           | Kampioen                                                            | Tweede                                                                          | Derde                                                       |
| ------------------- | ------------------------------------------------------------------- | ------------------------------------------------------------------------------- | ----------------------------------------------------------- |
| Recurve individual  | Bolot Tsybzhitov                                                    | Antonio Fernández                                                               | Camilo Mayr                                                 |
| Recurve team        | Spanje Juan Ignacio Rodríguez Antonio Fernández Jose Carlos Olandia | Rusland Konstantin Sanzhitsybikov Sanzhi-Zhanchip Tsydenzhapov Bolot Tsybzhitov | Oekraïne Yevhen Marchenko Heorhiy Ivanytskyy Valentin Sobko |
| Compound individual | Jacopo Polidori                                                     | Ihor Kardash                                                                    | Nicklas Friese                                              |
| Compound team       | Italië Jacopo Polidori Luca Fanti Alessandro Maresca                | Denemarken Andreas Darum Nicklas Friese Mads Knudsen                            | Oekraïne Vladyslav Bolshakov Mykhaylo Bozhko Ihor Kardash   |

### Vrouwen junioren
| Onderdeel           | Kampioen                                                            | Tweede                                                             | Derde                                                   |
| ------------------- | ------------------------------------------------------------------- | ------------------------------------------------------------------ | ------------------------------------------------------- |
| Recurve individual  | Olga Buliga                                                         | Tuyana Dashidorzhieva                                              | Lidiia Sichenikova                                      |
| Recurve Team        | Oekraïne Lidiia Sichenikova Olga Buliga Anastasia Pavlova           | Rusland Tatiana Segina Sayana Tsyrempilova Tuyana Dashidorzhieva   | Spanje Margalida Ribas Mirian Alarcon Helena Fernandez  |
| Compound individual | Sarah Sonnichsen                                                    | Toja Černe                                                         | Deborah Grillo                                          |
| Compound Team       | Rusland Ekatarina Korobeynikova Anna Artemova Svetlana Cherkashneva | Denemarken Sarah Sonnichsen Michalina Josephine Sigil Ida Frandsen | Italië Deborah Grillo Giulia Cavalleri Elisabetta Landi |

## Individuele finales senioren

### Mannen recurve
|  | kwartfinale      | kwartfinale      |                       |                      | halve finale | halve finale  |               |  | finale | finale |
|  |                  |                  |                       |                      |              |               |               |  |        |        |
|  |                  |                  |                       |                      |              |               |               |  |        |        |
|  |                  |                  |                       |                      |              |               |               |  |        |        |
|  | Viktor Roeban    | 6 30,29,29,29    |                       |                      |              |               |               |  |        |        |
|  | Viktor Roeban    | 6 30,29,29,29    |                       |                      |              |               |               |  |        |        |
|  | Rick van der Ven | 2 30,28,29,28    |                       |                      |              |               |               |  |        |        |
|  | Rick van der Ven | 2 30,28,29,28    | Viktor Roeban         | 0 29,29,29           |              |               |               |  |        |        |
|  |                  |                  | Viktor Roeban         | 0 29,29,29           |              |               |               |  |        |        |
|  |                  | Alexandr Kozhin  | 6 30,30,30            |                      |              |               |               |  |        |        |
|  | Alexandr Kozhin  | Alexandr Kozhin  | 6 30,30,30            | 6 29,30,30,30        |              |               |               |  |        |        |
|  | Alexandr Kozhin  |                  |                       | 6 29,30,30,30        |              |               |               |  |        |        |
|  | Markijan Ivasjko | 2 29,29,28,30    |                       |                      |              |               |               |  |        |        |
|  | Markijan Ivasjko | 2 29,29,28,30    | Alexandr Kozhin       | 4 29,30,29,28,27     |              |               |               |  |        |        |
|  |                  |                  | Alexandr Kozhin       | 4 29,30,29,28,27     |              |               |               |  |        |        |
|  |                  | Mauro Nespoli    | 6 27,30,29,29,28      |                      |              |               |               |  |        |        |
|  | Luca Maran       | Mauro Nespoli    | 6 27,30,29,29,28      | 6 29,30,28,27,30     |              |               |               |  |        |        |
|  | Luca Maran       |                  |                       | 6 29,30,28,27,30     |              |               |               |  |        |        |
|  | Raul Riera       | 4 26,27,29,29,29 |                       |                      |              |               |               |  |        |        |
|  | Raul Riera       | 4 26,27,29,29,29 | Luca Maran            | 5 T:9 29,29,29,30,30 | derde plaats | derde plaats  |               |  |        |        |
|  |                  |                  | Luca Maran            | 5 T:9 29,29,29,30,30 | derde plaats | derde plaats  |               |  |        |        |
|  |                  | Mauro Nespoli    | 6 T:10 28,30,30,29,30 |                      |              |               |               |  |        |        |
|  | Njaal Aamaas     | Mauro Nespoli    | 6 T:10 28,30,30,29,30 | 4 28,29,30,30,29     |              |               |               |  |        |        |
|  | Njaal Aamaas     |                  |                       |                      |              | Viktor Roeban | 6 30,29,30,29 |  |        |        |
|  | Mauro Nespoli    | 6 28,30,30,29,30 |                       |                      |              | Viktor Roeban | 6 30,29,30,29 |  |        |        |
|  | Mauro Nespoli    | 6 28,30,30,29,30 | Luca Maran            | 2 28,29,29,29        |              |               |               |  |        |        |
|  |                  |                  | Luca Maran            | 2 28,29,29,29        |              |               |               |  |        |        |

### Mannen compound
|  | kwartfinale        | kwartfinale       |                      |                       | halve finale | halve finale |               |  | finale | finale |
|  |                    |                   |                      |                       |              |              |               |  |        |        |
|  |                    |                   |                      |                       |              |              |               |  |        |        |
|  |                    |                   |                      |                       |              |              |               |  |        |        |
|  | Martin Damsbo      | 2 30,29,30,29     |                      |                       |              |              |               |  |        |        |
|  | Martin Damsbo      | 2 30,29,30,29     |                      |                       |              |              |               |  |        |        |
|  | Ruben Bleyendaal   | 6 30,30,30,30     |                      |                       |              |              |               |  |        |        |
|  | Ruben Bleyendaal   | 6 30,30,30,30     | Ruben Bleyendaal     | 6 29,30,29,29,29      |              |              |               |  |        |        |
|  |                    |                   | Ruben Bleyendaal     | 6 29,30,29,29,29      |              |              |               |  |        |        |
|  |                    | Morten Bøe        | 4 29,30,28,30,28     |                       |              |              |               |  |        |        |
|  | Morten Bøe         | Morten Bøe        | 4 29,30,28,30,28     | 7 29,30,29,29,29      |              |              |               |  |        |        |
|  | Morten Bøe         |                   |                      | 7 29,30,29,29,29      |              |              |               |  |        |        |
|  | Christophe Doussot | 3 28,29,29,30,27  |                      |                       |              |              |               |  |        |        |
|  | Christophe Doussot | 3 28,29,29,30,27  | Ruben Bleyendaal     | 6 T:10 29,29,30,27,29 |              |              |               |  |        |        |
|  |                    |                   | Ruben Bleyendaal     | 6 T:10 29,29,30,27,29 |              |              |               |  |        |        |
|  |                    | Sebastien Peineau | 5 T:9 30,28,30,30,27 |                       |              |              |               |  |        |        |
|  | Patrick Laursen    | Sebastien Peineau | 5 T:9 30,28,30,30,27 | 3 29,29,28,30,29      |              |              |               |  |        |        |
|  | Patrick Laursen    |                   |                      | 3 29,29,28,30,29      |              |              |               |  |        |        |
|  | Alberto Blazquez   | 7 29,30,29,29,30  |                      |                       |              |              |               |  |        |        |
|  | Alberto Blazquez   | 7 29,30,29,29,30  | Alberto Blazquez     | 1 29,30,29,29         | derde plaats | derde plaats |               |  |        |        |
|  |                    |                   | Alberto Blazquez     | 1 29,30,29,29         | derde plaats | derde plaats |               |  |        |        |
|  |                    | Sebastien Peineau | 7 30,30,30,30        |                       |              |              |               |  |        |        |
|  | Sergio Pagni       | Sebastien Peineau | 7 30,30,30,30        | 2 29,29,30,29         |              |              |               |  |        |        |
|  | Sergio Pagni       |                   |                      |                       |              | Morten Bøe   | 6 28,30,30,30 |  |        |        |
|  | Sebastien Peineau  | 6 29,30,30,30     |                      |                       |              | Morten Bøe   | 6 28,30,30,30 |  |        |        |
|  | Sebastien Peineau  | 6 29,30,30,30     | Naomi Folkard        | 2 29,29,29,29         |              |              |               |  |        |        |
|  |                    |                   | Naomi Folkard        | 2 29,29,29,29         |              |              |               |  |        |        |

### Vrouwen recurve
|  | kwartfinale          | kwartfinale           |                      |                       | halve finale | halve finale  |                       |  | finale | finale |
|  |                      |                       |                      |                       |              |               |                       |  |        |        |
|  |                      |                       |                      |                       |              |               |                       |  |        |        |
|  |                      |                       |                      |                       |              |               |                       |  |        |        |
|  | Tatjana Boroday      | 6 30,29,27            |                      |                       |              |               |                       |  |        |        |
|  | Tatjana Boroday      | 6 30,29,27            |                      |                       |              |               |                       |  |        |        |
|  | Malgorzata Cwienczek | 0 25,24,25            |                      |                       |              |               |                       |  |        |        |
|  | Malgorzata Cwienczek | 0 25,24,25            | Tatjana Boroday      | 6 30,29,29            |              |               |                       |  |        |        |
|  |                      |                       | Tatjana Boroday      | 6 30,29,29            |              |               |                       |  |        |        |
|  |                      | Coby Hurkmans         | 0 29,28,28           |                       |              |               |                       |  |        |        |
|  | Khatuna Narimanidze  | Coby Hurkmans         | 0 29,28,28           | 4 28,30,29,28,28      |              |               |                       |  |        |        |
|  | Khatuna Narimanidze  |                       |                      | 4 28,30,29,28,28      |              |               |                       |  |        |        |
|  | Coby Hurkmans        | 6 28,26,29,30,29      |                      |                       |              |               |                       |  |        |        |
|  | Coby Hurkmans        | 6 28,26,29,30,29      | Tatjana Boroday      | 6 T:10 29,28,29,30,27 |              |               |                       |  |        |        |
|  |                      |                       | Tatjana Boroday      | 6 T:10 29,28,29,30,27 |              |               |                       |  |        |        |
|  |                      | Natalia Valeeva       | 5 T:9 29,28,29,28,28 |                       |              |               |                       |  |        |        |
|  | Naomi Folkard        | Natalia Valeeva       | 5 T:9 29,28,29,28,28 | 6 29,29,29            |              |               |                       |  |        |        |
|  | Naomi Folkard        |                       |                      | 6 29,29,29            |              |               |                       |  |        |        |
|  | Natalia Erdyniyeva   | 0 28,28,27            |                      |                       |              |               |                       |  |        |        |
|  | Natalia Erdyniyeva   | 0 28,28,27            | Naomi Folkard        | 0 27,27,28            | derde plaats | derde plaats  |                       |  |        |        |
|  |                      |                       | Naomi Folkard        | 0 27,27,28            | derde plaats | derde plaats  |                       |  |        |        |
|  |                      | Natalia Valeeva       | 6 30,29,29           |                       |              |               |                       |  |        |        |
|  | Tetjana Dorochova    | Natalia Valeeva       | 6 30,29,29           | 5 T:9 29,29,29,29,28  |              |               |                       |  |        |        |
|  | Tetjana Dorochova    |                       |                      |                       |              | Coby Hurkmans | 6 T:9* 28,30,28,29,27 |  |        |        |
|  | Natalia Valeeva      | 6 T:10 30,29,26,28,30 |                      |                       |              | Coby Hurkmans | 6 T:9* 28,30,28,29,27 |  |        |        |
|  | Natalia Valeeva      | 6 T:10 30,29,26,28,30 | Naomi Folkard        | 5 T:9 27,29,30,29,30  |              |               |                       |  |        |        |
|  |                      |                       | Naomi Folkard        | 5 T:9 27,29,30,29,30  |              |               |                       |  |        |        |

### Vrouwen compound
|  | kwartfinale         | kwartfinale      |                       |                       | halve finale | halve finale |               |  | finale | finale |
|  |                     |                  |                       |                       |              |              |               |  |        |        |
|  |                     |                  |                       |                       |              |              |               |  |        |        |
|  |                     |                  |                       |                       |              |              |               |  |        |        |
|  | Fátima Agudo        | 6 29,28,29,29    |                       |                       |              |              |               |  |        |        |
|  | Fátima Agudo        | 6 29,28,29,29    |                       |                       |              |              |               |  |        |        |
|  | Katia D'Agostino    | 2 29,27,29,28    |                       |                       |              |              |               |  |        |        |
|  | Katia D'Agostino    | 2 29,27,29,28    | Fátima Agudo          | 5 T:9 30,30,29,27,29  |              |              |               |  |        |        |
|  |                     |                  | Fátima Agudo          | 5 T:9 30,30,29,27,29  |              |              |               |  |        |        |
|  |                     | Albina Loginova  | 6 T:9* 30,29,29,28,29 |                       |              |              |               |  |        |        |
|  | Albina Loginova     | Albina Loginova  | 6 T:9* 30,29,29,28,29 | 6 29,29,29,30,28      |              |              |               |  |        |        |
|  | Albina Loginova     |                  |                       | 6 29,29,29,30,28      |              |              |               |  |        |        |
|  | Joanna Chesse       | 4 28,30,28,30,28 |                       |                       |              |              |               |  |        |        |
|  | Joanna Chesse       | 4 28,30,28,30,28 | Albina Loginova       | 4 28,29,29,30,29      |              |              |               |  |        |        |
|  |                     |                  | Albina Loginova       | 4 28,29,29,30,29      |              |              |               |  |        |        |
|  |                     | Marcella Tonioli | 6 28,29,29,30,30      |                       |              |              |               |  |        |        |
|  | Eugenia Salvi       | Marcella Tonioli | 6 28,29,29,30,30      | 0 29,29,28            |              |              |               |  |        |        |
|  | Eugenia Salvi       |                  |                       | 0 29,29,28            |              |              |               |  |        |        |
|  | Marcella Tonioli    | 6 30,30,29       |                       |                       |              |              |               |  |        |        |
|  | Marcella Tonioli    | 6 30,30,29       | Marcella Tonioli      | 6 T:10 28,30,30,30,28 | derde plaats | derde plaats |               |  |        |        |
|  |                     |                  | Marcella Tonioli      | 6 T:10 28,30,30,30,28 | derde plaats | derde plaats |               |  |        |        |
|  |                     | Natalia Avdeeva  | 5 T:9 29,28,30,29,30  |                       |              |              |               |  |        |        |
|  | Natalia Avdeeva     | Natalia Avdeeva  | 5 T:9 29,28,30,29,30  | 7 29,27,30,29         |              |              |               |  |        |        |
|  | Natalia Avdeeva     |                  |                       |                       |              | Fátima Agudo | 6 30,28,30,29 |  |        |        |
|  | Viktoria Balzhanova | 1 28,27,28,28    |                       |                       |              | Fátima Agudo | 6 30,28,30,29 |  |        |        |
|  | Viktoria Balzhanova | 1 28,27,28,28    | Natalia Avdeeva       | 2 30,27,30,28         |              |              |               |  |        |        |
|  |                     |                  | Natalia Avdeeva       | 2 30,27,30,28         |              |              |               |  |        |        |

## Belgische en Nederlandse deelnemers
Hier onder worden de schutters in een tabel weergegeven met hun prestaties. In de tabellen hieronder zie je welke boog een deelnemer gebruikte, op welke plaats de schutter is geëindigd en wat zijn (kwalificatieplaats en -score) is. Ook wordt de uitkomst van de finalerondes beschreven. 

### België
Er was een deelnemer uit België, Cedric van Elven en hij had coach Marina Prelipcean mee.
| Schutter         | Boog     | Individueel   | Individueel                                                           |
| ---------------- | -------- | ------------- | --------------------------------------------------------------------- |
| Cedric Van Elven | compound | 17 (Q18, 584) | Verloor van Dejan Sitar (die verloor van zilveren Sebastien Peineau). |

### Nederland
Er waren twaalf deelnemers uit Nederland, en drie seniorenploegen ingeschreven. De begeleiding bestond uit de coaches José Bruntink, Pier Elzinga, Bé Huizing en Wietse van Alten. De ploeg won van elke medaille een.
| Schutter               | Boog     | Team | Individueel    | Individueel |
| ---------------------- | -------- | ---- | -------------- | --- |
| Rick van der Ven       | recurve  | ✓    | 8e (Q9, 584)   | Won van Petri Vainionpaa, Michele Frangilli, verloor in de kwartfinale van bronzen Viktor Roeban.                                                |
| Hennie van den Bogaart | recurve  | ✓    | 9e (Q18, 576)  | Won van Olivier Tavernier, verloor van gouden Mauro Nespoli.                                                                                     |
| Willem Nijssen         | recurve  | ✓    | 17e (Q20, 574) | Verloor van Yuriy Havelko (verloor van Markijan Ivasjko).                                                                                        |
| Recurve ploeg          | recurve  | 1734 | 5e (Q5)        | Verloor van in de kwartfinale van het zilveren Rusland.                                                                                          |
| Sjef van den Berg      | recurve  |      | 33eT9 (551)    | De 15-jarige viel in een tie-break net buiten de 32 plaatsen in de knock-outfase.                                                                |
| Peter Elzinga          | compound | ✓    | 17e (Q5, 593)  | Verloor van Gregoire Fumeaux (verloor van Morten Bøe).                                                                                           |
| Sander Dolderman       | compound | ✓    | 17e (Q9, 590)  | Verloor van Andrew Rikunenko. |
| Ruben Bleyendaal       | compound | ✓    | (Q8, 590)      | Won van Chingese Rinchino (tie-break 10*), Andrew Rikunenko (tie-break 9*), Martin Damsbo, Morten Bøe en in een tie-break van Sebastien Peineau. |
| Compound ploeg         | compound | 1773 | (Q3)           | Won van Italië en Frankrijk, verloor in de finale van Denemarken.                                                                                |
| Mike Schloesser        | compound |      | 6e (Q3, 587)   | Won van Christos Vardakostas, Vladyslav Bolshakov, verloor in de kwartfinale van zilveren Ihor Kardash.                                          |

| Junior |

| Schutter                | Boog     | Team | Individueel    | Individueel |
| ----------------------- | -------- | ---- | -------------- | --- |
| Coby Hurkmans           | recurve  |      | (Q4, 577)      | Won na een bye van Valentine de Giuli en Khatuna Narimanidze Verloor van Tatjana Boroday en won in een tie-break nipt van Naomi Folkard. |
| Karin van Berlo-Janssen | compound | ✓    | 17e (Q13, 572) | Verloor van ploeggenote Irina Markovic.                                                                                                  |
| Irina Markovic          | compound | ✓    | 9e (Q20, 567)  | Won van Van Berlo, verloor van Joanna Chesse (Q4).                                                                                       |
| Inge van Caspel         | compound | ✓    | 17e (Q22, 566) | Verloor van Ivana Buden (verloor van gouden Marcella Tonioli).                                                                           |
| Compound ploeg          | compound | 1705 | 4e (Q5)        | Won van Kroatië, verloor in de halve finale van Rusland en in de strijd om de bronzen medaille met een punt van Spanje.                  |